# Алмакаев, Пётр Афанасьевич
Пётр Афанасьевич Алмакаев (20 августа 1916, Юж-Толешево, Марийская АССР — 27 марта 1998, Йошкар-Ола) — советский государственный и политический деятель, председатель Президиума Верховного Совета Марийской АССР.

## Биография
Родился в деревне Юж-Толешево (ныне в составе Медведевского района Республики Марий Эл). Член ВКП(б) с 1939 года. 
Окончил Марийскую высшую коммунистическую сельскохозяйственную школу (1937), Высшую партийную школу при ЦК ВКП(б) (1950).
С 1937 года — на общественной и политической работе. В 1937—1979 годах — заведующий отделом, секретарь Сотнурского районного комитета ВКП(б), секретарь Марийского обкома по сельскому хозяйству, 2-й секретарь Марийского областного комитета КПСС, председатель Президиума Верховного Совета Марийской АССР.
Избирался депутатом Верховного Совета РСФСР 6-го, 7-го, 8-го, 9-го созывов (1963—1980). Делегат XXII—XXV съездов КПСС (1961, 1966, 1971, 1976).
Автор книги «Годы и люди: воспоминания и размышления» (1998).

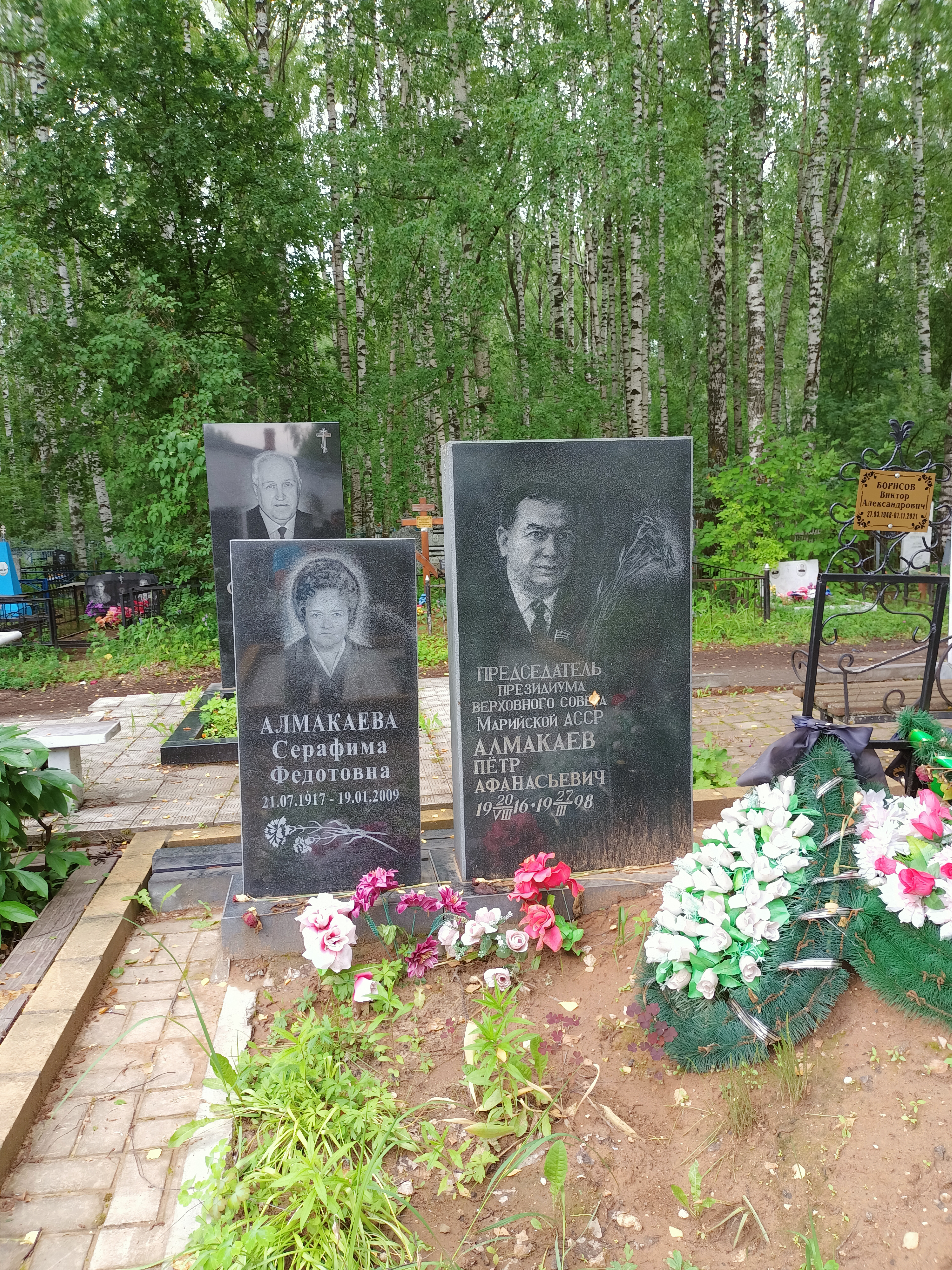
Могила Алмакаева Петра Афанасьевича на Туруновском кладбище Йошкар-Олы

Умер в Йошкар-Оле в 1998 году.

## Награды
- Орден Красной Звезды (1946)
- Орден Трудового Красного Знамени (1951, 1965, 1975)
- Орден Октябрьской Революции (1971)
- Почётная грамота Президиума Верховного Совета Марийской АССР (1946, 1957, 1966, 1986)

## Память
В Йошкар-Оле на доме, где жил П. А. Алмакаев (ул. Советская, 147), установлена памятная доска. Надпись на ней гласит: «В этом доме с 1963 по 1998 гг. жил Пётр Афанасьевич Алмакаев, видный государственный и общественный деятель».